# Intégration précoce
 (janvier 2014).
Si vous disposez d'ouvrages ou d'articles de référence ou si vous connaissez des sites web de qualité traitant du thème abordé ici, merci de compléter l'article en donnant les références utiles à sa vérifiabilité et en les liant à la section « Notes et références ».
 (janvier 2014).
- Si vous ne connaissez pas le sujet, laissez ce bandeau (vous pouvez alors contacter les auteurs).
- Si vous supprimez le contenu mis en cause (vous pouvez préalablement contacter les auteurs),

argumentez précisément cette suppression dans la page de discussion
(un manque de référence n'est pas un argument ; une recherche réelle de référence doit avoir été effectuée, être formellement documentée).
Le concept d'intégration précoce est un terme générique désignant les mesures pédagogiques et thérapeutiques visant les enfants porteurs d’un handicap ou menacés d’un handicap. Les mesures de l'intégration précoce englobent la période des premières années de l’existence, et peuvent s’étendre jusqu’à l’entrée à la maternelle ou à l'école. Elles varient selon le Land en Allemagne ou le canton en Suisse, et l’établissement spécialisé.

## Prise en charge globale ou spécifique
On établit une différence entre prise en charge globale et prise en charge spécifique : alors que la prise en charge globale s’adresse aux enfants porteurs d'un handicap cognitif ou psychique et aux enfants menacés d'un handicap similaire sans intégration précoce, la prise en charge spécifique est destinée aux enfants porteurs d’un handicap sensoriel, comme la cécité, une déficience visuelle, la surdité ou une déficience auditive. S’il existe aussi bien des retards de développement qu’un  handicap sensoriel, les deux types d'intégration précoce peuvent s'effectuer de façon complémentaire et coopérative.

### Prise en charge globale
À l’avant-plan l’on trouve en règle générale des aides pédagogiques – la plupart relevant de la pédagogie curative – comme le soutien du développement, qui par exemple incitent à des méthodes propres et généralement très ludiques. Viennent s’ajouter dans plusieurs cas des mesures médico-thérapeutiques, comme ils sont dispensés par exemple par la kinésithérapie, l'ergothérapie, l'orthophonie ou la psychomotricité. Si des services pédagogiques et médico-thérapeutiques entrent en interaction, on parle de prise en charge complexe.
Les services spécialisés dans l'intégration précoce sont dispensés en Allemagne surtout dans les associations interdisciplinaires, cabinets médicaux et  centres sociopédagogiques libéraux en pédagogie curative.

### Prise en charge appliquée aux handicaps sensoriels
L'intégration précoce destinée aux enfants porteurs d’un handicap sensoriel implique des enseignants spécialisés de formation dans les branches correspondantes.
Pour favoriser le développement d’un enfant, il est crucial de passer par chaque phase du développement en fonction de l'âge (théorie de Jean Piaget). C’est en particulier pendant les phases sensibles qu’il faut un appui spécifique, sans lequel un développement dit normal peut être menacé. Du point de vue du contenu, les professionnels de l'intégration précoce auprès d’enfants malvoyants ou aveugles se tournent la plupart du temps vers les connaissances de Lilli Nielsen, qui a également développé des supports éducatifs qui s’y réfèrent. À côté du soutien de l’enfant, le travail avec les parents constitue un point important. En raison du nombre peu élevé d’enfants porteurs d’un handicap sensoriel dans la région, comparé au nombre élevé d’enfants dans la prise en charge globale, on trouve nettement moins d’associations. Ces associations ont pourtant à elles seules un grand domaine de compétence et couvrent la région, de telle sorte que l’on peut aussi se tourner complètement vers des associations très éloignées selon le besoin. Les collaborateurs impliqués dans l'intégration précoce (ex. pédagogues thérapeutes, éducateurs et enseignants spécialisés) sont généralement en déplacement. Ils viennent chercher les enfants au domicile familial ou à l’école maternelle et là-bas effectuer du soutien de l’enfant et le cas échéant conseiller les parents. Certaines villes allemandes comme Hambourg font exception à la règle, car l'intégration précoce est effectuée au sein l’école spécialisée à titre de soins ambulatoires.
L'intégration précoce destiné aux enfants porteurs d'un handicap auditif donne lieu à une collaboration interdisciplinaire entre des écoles maternelles ordinaires, des audioprothésistes, des oto-rhino-laryngologistes (ORL), des orthophonistes et des équipes audiophonologiques.